# Saâne-Saint-Just

Saâne-Saint-Just este o comună în departamentul Seine-Maritime, Franța. În 1 ianuarie 2022 avea o populație de 137 de locuitori.